# Jock Govan
Jock Govan (* 16. Januar 1923 in Larkhall, Schottland; † 17. Februar 1999) war ein schottischer Fußballspieler. Während seiner Karriere als Spieler bei Hibernian Edinburgh gewann er dreimal die Schottische Meisterschaft.

## Karriere

### Verein
Jock Govan wurde 1923 in Larkhall, etwa 30 Kilometer südöstlich von Glasgow geboren. Seine Fußballkarriere begann er bei seinem Heimatverein Larkhall Thistle für den er bis zum Jahr 1942 spielte. Im Jahr 1942 unterschrieb er einen Vertrag bei Hibernian Edinburgh. Govan wurde allerdings zunächst für zwei Jahre an Hamilton Academical verliehen, bevor er sein erstes Pflichtspiel für die Hibs absolvieren sollte. Mit den Hibs gewann er in den folgenden Jahren dreimal die schottische Meisterschaft. In seiner letzten Saison als aktiver Spieler stand der beim Zweitligisten Ayr United unter Vertrag.

### Nationalmannschaft
Jock Govan spielte in den Jahren 1947 und 1948 für die schottische Nationalmannschaft. Er debütierte für die Bravehearts am 12. November 1947 gegen Wales während der British Home Championship 1947/48. Mit der Nationalelf konnte er die British Home Championship in der folgenden Saison gewinnen. Insgesamt absolvierte Govan sechs Länderspiele für Schottland.

## Erfolge
mit Schottland:
- British Home Championship: 1949

mit Hibernian Edinburgh:
- Schottischer Meister (3): 1948, 1951, 1952